# ۳۵۲ (قمری)
۳۵۲ (قمری)، سیصد و پنجاه و دومین سال در گاهشماری هجری قمری است. اول محرم این سال برابر با چهارم فوریه سال ۹۶۳ میلادی است.

## درگذشتگان
- ۲۰ شعبان - آلپ‌تگین حاکم غزنه

## وابسته
- ابوالحسن خرقانی